# Ronde van Italië 2022/Tiende etappe
De tiende etappe van de Ronde van Italië 2022 werd verreden op dinsdag 17 mei van Pescara naar Jesi. Het betrof een heuveletappe over 194 kilometer.

## Uitslagen
| Pescara – Jesi (194,0 km) |                      |                                    |          |
| Plaats                    | Naam                 | Ploeg                              | Tijd     |
| 1                         | Biniam Girmay        | Intermarché-Wanty-Gobert Matériaux | 4u32'07" |
| 2                         | Mathieu van der Poel | Alpecin-Fenix                      | z.t.     |
| 3                         | Vincenzo Albanese    | EOLO-Kometa                        | z.t.     |
| 4                         | Wilco Kelderman      | BORA-hansgrohe                     | z.t.     |
| 5                         | Richard Carapaz      | INEOS Grenadiers                   | z.t.     |
| 6                         | Koen Bouwman         | Team Jumbo-Visma                   | z.t.     |
| 7                         | Romain Bardet        | Team DSM                           | z.t.     |
| 8                         | Peio Bilbao          | Bahrain-Victorious                 | z.t.     |
| 9                         | João Almeida         | UAE Team Emirates                  | z.t.     |
| 10                        | Mauro Schmid         | Quick Step-Alpha Vinyl             | z.t.     |
|                           |                      |                                    |          |
| 69                        | Mauri Vansevenant    | Quick Step-Alpha Vinyl             | + 1'02"  |

| Algemeen klassement |                    |                                    |           |
| Plaats              | Naam               | Ploeg                              | Tijd      |
| Roze trui           | Juan Pedro López   | Trek-Segafredo                     | 42u24'08" |
| 2                   | João Almeida       | UAE Team Emirates                  | + 12"     |
| 3                   | Romain Bardet      | Team DSM                           | + 14"     |
| 4                   | Richard Carapaz    | INEOS Grenadiers                   | + 15"     |
| 5                   | Jai Hindley        | BORA-hansgrohe                     | + 20"     |
| 6                   | Guillaume Martin   | Cofidis                            | + 28"     |
| 7                   | Mikel Landa        | Bahrain-Victorious                 | + 29"     |
| 8                   | Domenico Pozzovivo | Intermarché-Wanty-Gobert Matériaux | + 54"     |
| 9                   | Emanuel Buchmann   | BORA-hansgrohe                     | + 1'09"   |
| 10                  | Peio Bilbao        | Bahrain-Victorious                 | + 1'22"   |
|                     |                    |                                    |           |
| 12                  | Thymen Arensman    | Team DSM                           | + 1'27"   |
| 27                  | Mauri Vansevenant  | Quick Step-Alpha Vinyl             | + 13'52"  |

1e etappe ·
2e etappe ·
3e etappe ·
4e etappe ·
5e etappe ·
6e etappe ·
7e etappe ·
8e etappe ·
9e etappe ·
10e etappe ·
11e etappe ·
12e etappe ·
13e etappe ·
14e etappe ·
15e etappe ·
16e etappe ·
17e etappe ·
18e etappe ·
19e etappe ·
20e etappe ·
21e etappe
Startlijst · Eindstanden · Afbeeldingen